# Tetraloniella watmoughi
Tetraloniella watmoughi là một loài Hymenoptera trong họ Apidae. Loài này được Eardley mô tả khoa học năm 1989.